# Riofrío (Ávila)
Riofrío es un municipio y localidad española de la provincia de Ávila, en la comunidad autónoma de Castilla y León. El término municipal, que incluye los núcleos de Cabañas,  Escalonilla y Riofrío, tiene una población de 191 habitantes (INE 2024).

## Geografía
Ubicación
En pleno Valle de Amblés, la localidad está ubicada entre montañas, y por él pasan el río Fortes y el arroyo Valdiernos, que desembocan en el río Mayor, afluente del Adaja. Se encuentra una altitud de 1182 metros sobre el nivel del mar.
Cuenta con una extensión de 66 kilómetros cuadrados, pese a lo que acoge una población que según el último censo alcanza los 191 habitantes. Cuenta con parajes como "La Najarra" o "La Balsa", consistente en una antigua fábrica de electricidad, que se ha aprovechado  como embalse para el regadío, así como para el ocio de vecinos y veraneantes en los meses de verano. Diferentes atalayas rodean el núcleo principal de población del municipio, que mantuvo una población en torno al millar de personas hasta la década de los sesenta, cuando tuvo lugar una avalancha migratoria hacia pueblos y ciudades españoles y al extranjero (por ejemplo, Alemania). Desde entonces no ha dejado de perder población, aunque todos los veranos la cifra de residentes supera con creces ese millar de personas. Sus fiestas son muy concurridas, sobre todo por vecinos de pueblos próximos.

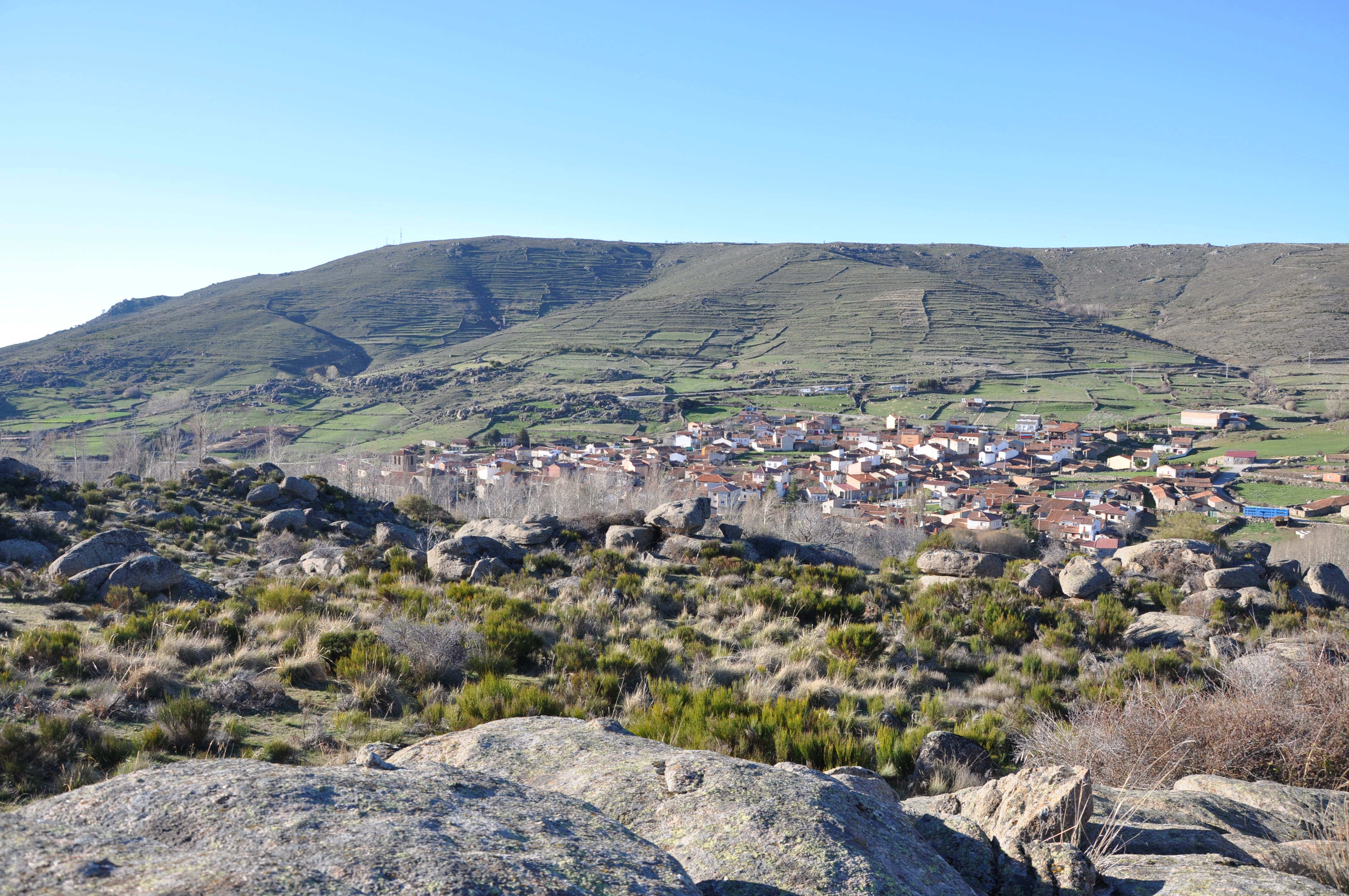
Vista panorámica de Riofrío con la Sierra de Yemas al fondo.
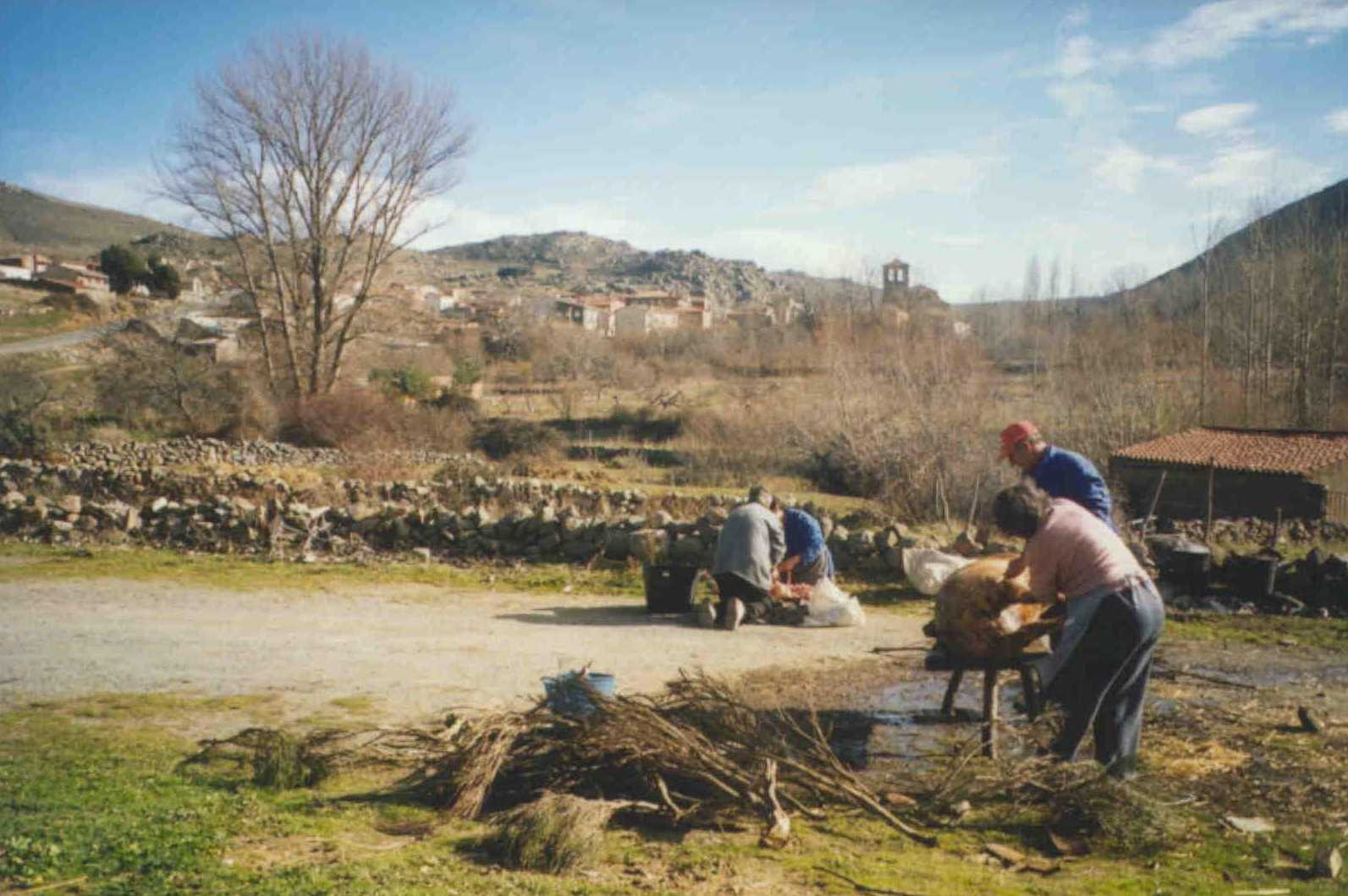
Celebrando la matanza del cerdo.
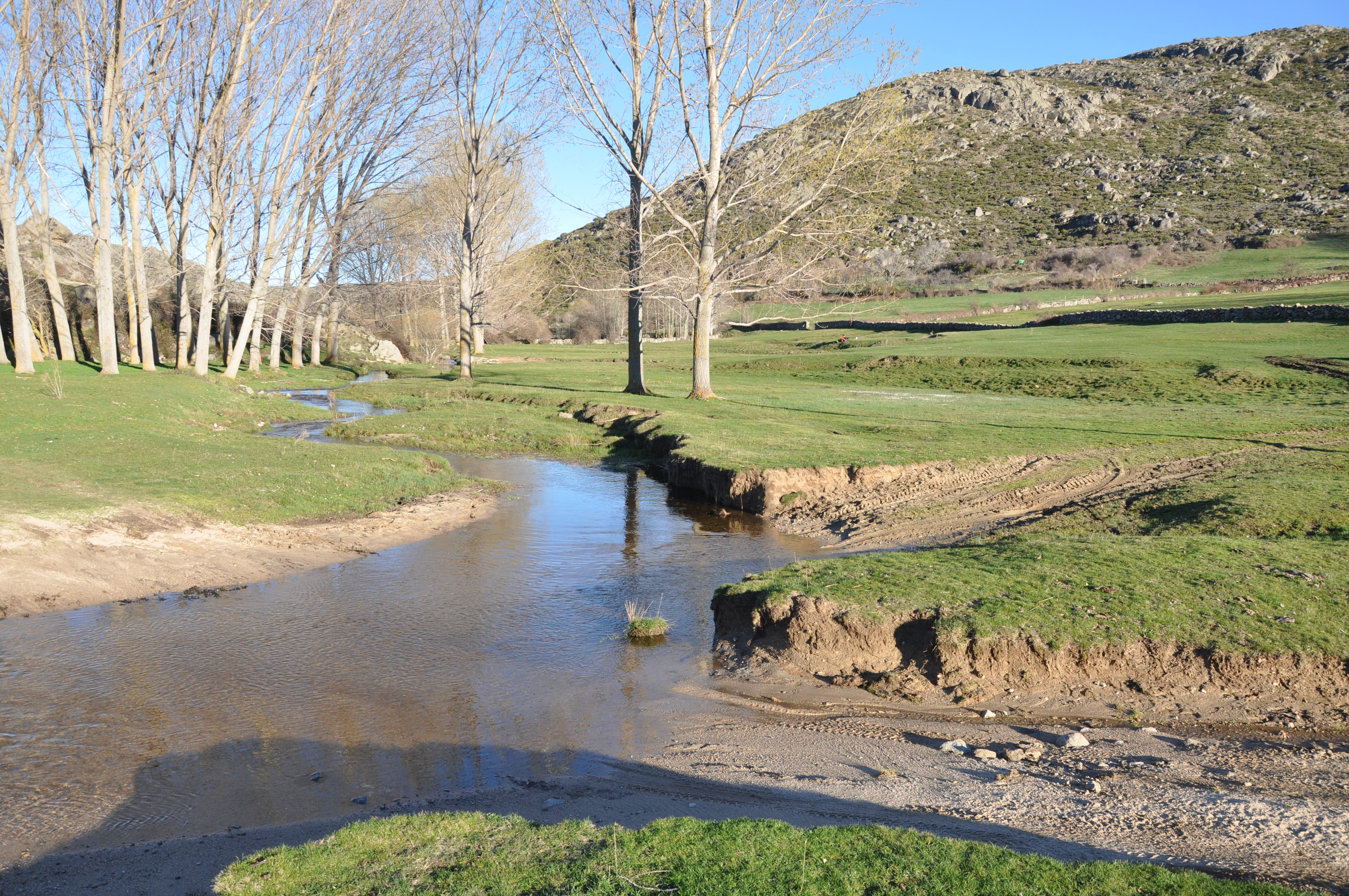
Arroyo del Guijo o río Fortes
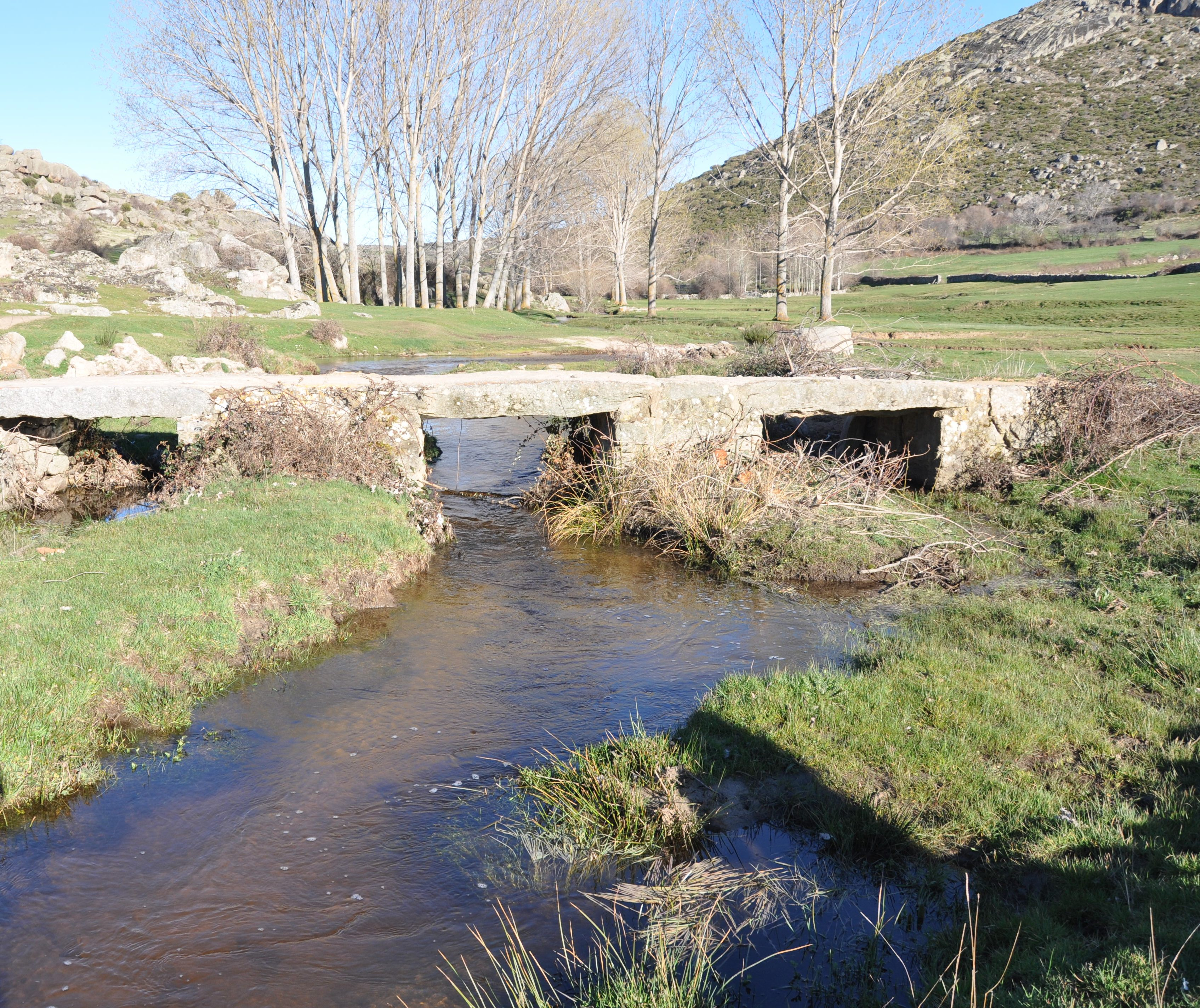
Puente
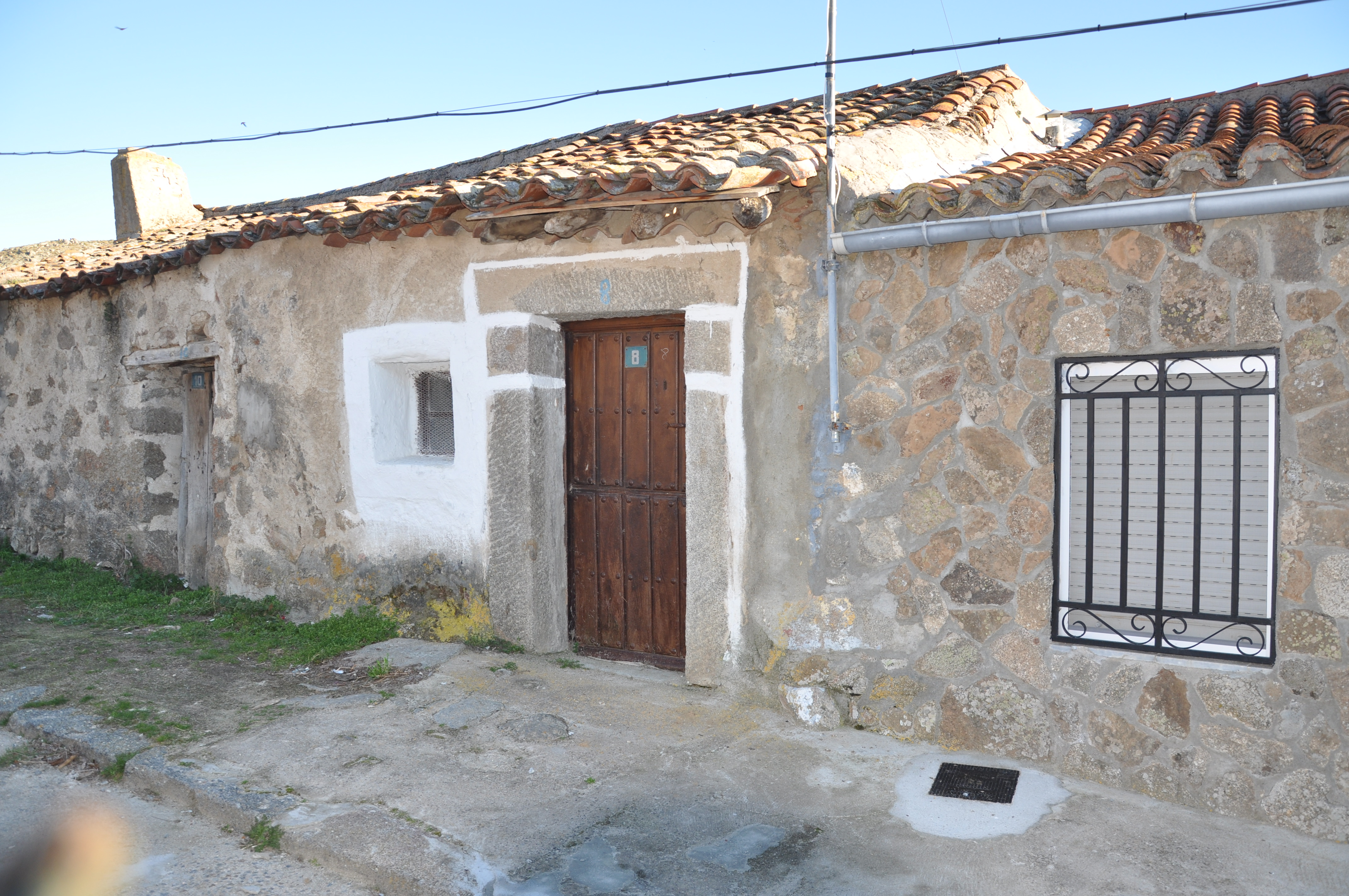
Casa tradicional
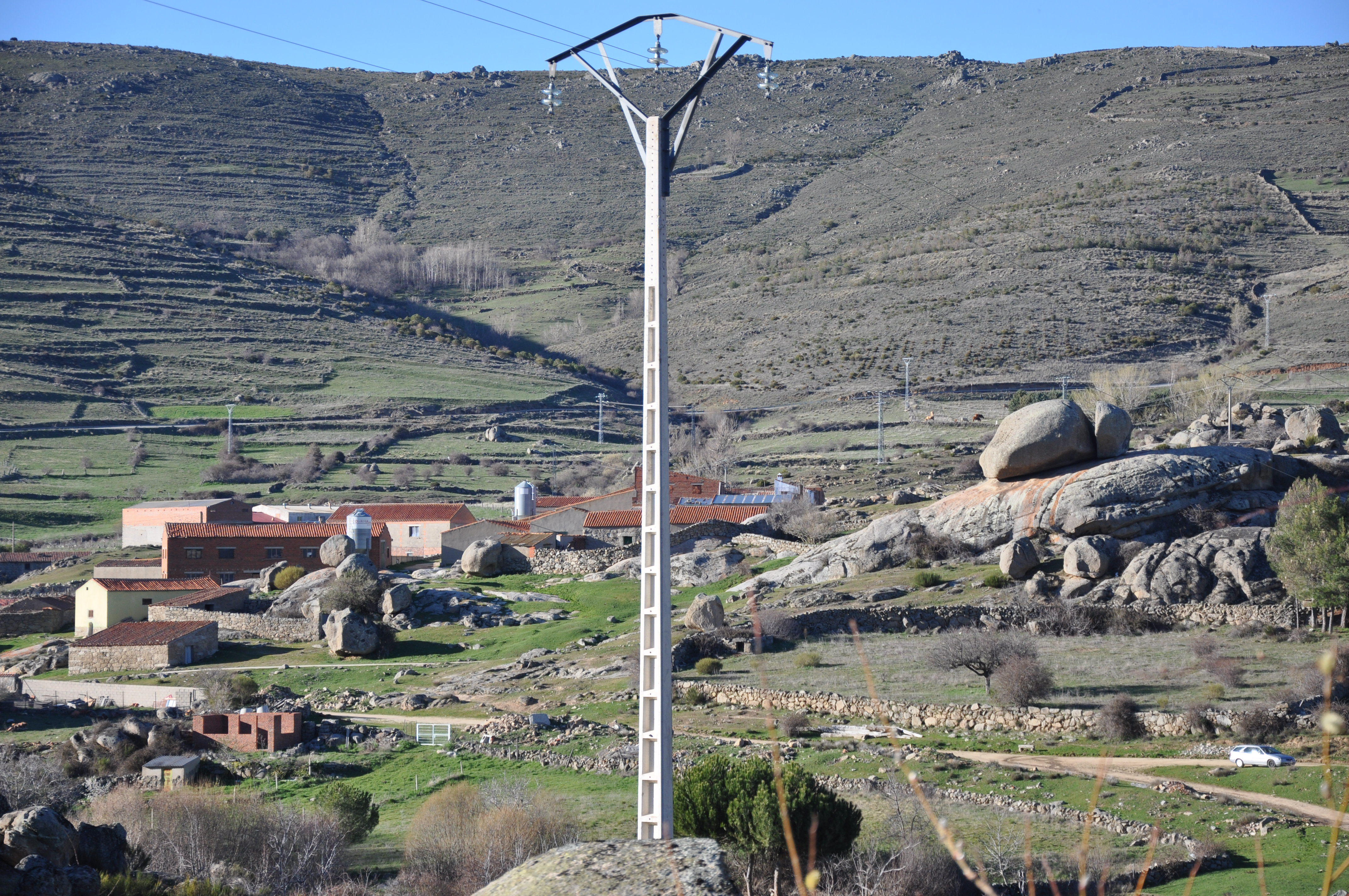
Cuadras de ganado y al fondo la Sierra de Yemas

El municipio cuenta con dos localidades además de la homónima, los anejos de Cabañas y Escalonilla, y su economía es, fundamentalmente, agrícola y ganadera. Riofrío atrae, especialmente en periodo estival, a muchos emigrantes que, tras dejar el pueblo, residen en la capital abulense, Madrid y otras zonas más alejadas como Cataluña o el País Vasco. De ahí que exista en todo su casco urbano un gran número de segundas residencias.
Cabe reseñarse de esta localidad que acoge varios individuos de una especie en peligro de extinción y que en algunas zonas de la península se comienza a regenerar, como es el asno común, así como a numerosos reptiles y aves singulares, en los diversos montículos que rodean el municipio.
Un paseo para disfrutar de naturaleza y paisaje puede ser la visita a La Balsa, y los espacios que siguen a esta en la ascensión por la ladera sur del valle.
La práctica deportiva, el senderismo y el disfrute de la naturaleza son algunas de las opciones que ofrece este municipio, cuya comunicación por carretera se ha visto mejorada recientemente, por la acción del Gobierno regional en la carretera autonómica de Navalmoral.
| Noroeste: Gemuño  | Norte: Gemuño | Noreste: Aldea del Rey Niño y Tornadizos de Ávila |
| Oeste: Mironcillo |               | Este: El Barraco                                  |
| Suroeste: Sotalbo | Sur: Sotalbo  | Sureste: San Juan de la Nava                      |

## Historia
Hacia mediados del siglo XIX, el lugar tenía contabilizada una población de 457 habitantes. La localidad aparece descrita en el decimotercer volumen del Diccionario geográfico-estadístico-histórico de España y sus posesiones de Ultramar de Pascual Madoz de la siguiente manera:

RIO-FRIO: l. con ayunt. de la prov., part. jud. y dióc. de Avila (3 leg.), aud. terr. de Madrid (19), c. g. de Castilla la Vieja (Valladolid 23). sit. en un hondo que forma una especie de barco y entre dos sierras de mediana elevacion; le combate con mas frecuencia el viento S., y su clima es mediano; tiene 130 casas, con la del ayunt., que á la par sirve de cárcel; escuela de primeras letras comun á ambos sexos, y una igl. parr. (Ntra. Sra. de la Asuncion), con curato de primer ascenso y de provision ordinaria; tiene por anejo á Cabañas y Escalonillas; y una ermita bajo la advocacion de la Sta. Vera Cruz, sostenida por una cofradía de igual nombre. Confina el térm. con los de La Serna y Robledilla, y comprende 6,944 fan., 1,800 de tierras cultivadas y 5,144 de incultas: le cruza el r. Adaja. El terreno es de inferior calidad. caminos: de herradura que dirigen a los pueblos limítrofes; el correo se recibe en la cab. del part. prod.: centeno, patatas, legumbres, hortalizas, frutas, nueces y pastos naturales y artificiales; mantiene ganado lanar y vacuno y cria caza menor. ind.: varios molinos harineros. pobl.: 99 vec., 457 alm. cap. prod. 1.134,859 rs. imp: 45,394. ind.: 4,550 contr.: 8,733 rs., 32 mrs.
(Madoz, 1849, p. 485)

## Demografía
Riofrío cuenta con una población de 191 habitantes (INE 2024).
| Gráfica de evolución demográfica de Riofrío entre 1842 y 2021 |
| |
| Población de derecho según los censos de población del INE. Población de hecho según los censos de población del INE.Entre el censo de 1857 y el anterior, crece el término del municipio porque incorpora a Cabañas. |

## Símbolos
El escudo heráldico y la bandera que representan al municipio fueron aprobados por decreto el 13 de febrero de 1996. El escudo se blasona de la siguiente manera:

En campo de sinople, un río en posición de barra, de tres ondas de plata y dos de azur; acompañado de dos esculturas zoomorfas de toro, de oro, puestas una a cada lado del río. Al timbre Corona Real de España.
Boletín Oficial de Castilla y León nº 42 de 28 de febrero de 1996

La descripción de la bandera es la siguiente:

Cuadrada, terciada en alto, 1.º y 3.º de verde y 2.º barrada de tres en blanco y dos de azul. Brochante al centro el escudo municipal.
Boletín Oficial de Castilla y León nº 42 de 28 de febrero de 1996

## Fiestas

### Cencerrada de San Antón
En el tarde del primer sábado tras el día de San Antón, el 17 de enero, o en ese mismo día si fuera sábado, se celebra en el municipio "La Cencerrada de San Antón".Una celebración tradicional que rememora el pasado eminentemente ganadero de la pedanía de Cabañas, una de las localidades del Municipio.
Estructura de la fiesta
A las cinco de la tarde del día señalado los vecinos de Cabañas, Riofrío y Escalonilla se reúnen en la plaza de Cabañas. Un buen número de ellos ataviados con ropas de pastor, caracterizados con el personaje de la Vaquilla o con otros atavíos y personajes propios de otras localidades cercanas. Desde allí y encabezados por un grupo de dulzaina y tamboril el grupo inicia su caminar Riofrío siguiendo el llamado "Camino de los Muertos", un sendero por el cual, en tiempos en que Cabañas no tenía camposanto, se trasladaban los difuntos hasta el cementerio de Riofrío, dónde recibían sepultura. Llegados a Riofrío tras un caminar descendente de aproximadamente 2 kilómetros los caminantes se reagrupan haciendo sonar cencerros, cuernas y cualquier otro elemento que pudieran servir para llenar de ruido el ambiente. Tras unos minutos de jolgorio todos los que participan realizan el último de los tramos hasta la plaza del Ayuntamiento de Riofrío, donde se congregan alrededor de una hoguera en la que arden ramos de piorno y otros arbustos que los pastores, en petición por el bienestar de sus animales, han recogido por el camino. Allí danzan alrededor de la lumbre al ritmo de la música tradicional. La fiesta acaba cuando la última de las conversaciones abandona el calor de la lumbre despidiéndose de la fiesta hasta el próximo año.
Personajes y atavíos de la fiesta

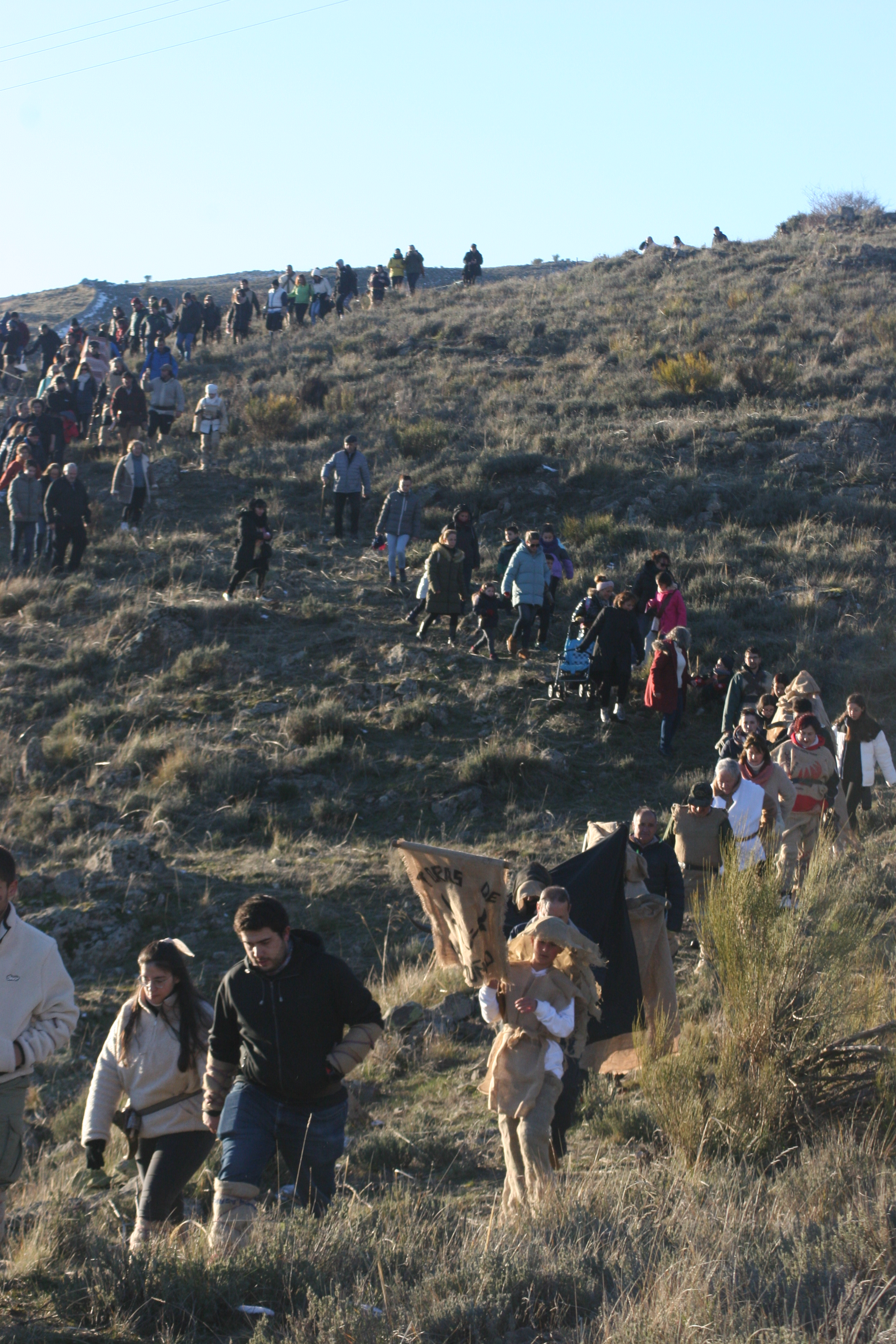
Pastores y vaquillas se encaminan a Riofrío por el Camino de los Muertos

- Pastores: Los pastores visten chaqueta, chaleco o peto de piel de oveja o arpillera, con telas de rafia alrededor de sus piernas a modo de zahones. Alguno se cubre de sombrero de la misma calidad. Portan en su pecho o cintura cintas de cuero o tela que mantienen cencerros de variados tamaños. Otros elementos del atavío pueden ser mangas de arpillera en los antebrazos, cuernas de vaca en su pecho,...
- Vaquillas: Las Vaquillas son armazones rectangulares de madera, con testuz de novillo en uno de sus lados cortos y cencerros en el lado opuesto. Algunas vaquillas se visten con paños del color de la capa del ganado para provocar mayor respeto. Las vaquillas son de casta y a veces embisten a quienes las miran.
- Otros personajes: En la fiesta participan personajes propios de otros municipios cercanos como la tora de Gemuño. La tora es una vaca seria, con enorme cuerna de res avileña. La tora embiste y si te descuidas te dará un buen susto.

Origen de la fiesta
Los orígenes de la Cencerrada de San Antón no nos constan de manera escrita. No se han localizado hasta la fecha referentes documentales de esta celebración. No obstante la tradición oral ha conservado hasta nuestros días los principales elementos de la fiesta. De ella extraemos los personajes, el camino, los cencerros y las cuernas así como la fecha de celebración, que en otros tiempos se correspondía estrictamente con el día de San Antón, 17 de enero. También nos consta la importancia de la fogata si bien sabemos que se encendían varias en diversos lugares de Riofrío. 
Recuperación de la fiesta
En 2024 el Ayuntamiento de Riofrío afrontó la recuperación de la fiesta, celebrando en ese año la primera edición de su nueva época. En esa ocasión, y sin mediar apenas información, reaparecieron los personajes. Unos y otros conservaban en el fondo de su memoria o en la de los mayores que les hablaban el modo en el que habían de vestirse, el modo en el que habían de disfrutar y el modo en el que vivir la fiesta. Era evidente que la celebración estaba ahí, esperando.
En 2025 la celebración creció enormemente, tanto en el número de asistentes como en su participación en la fiesta. 
Del mismo modo el Ayuntamiento afronta el trabajo de documentar la fiesta con el fin de que esa tradición oral, que por desgracia poca a poco va desapareciendo, se plasme en documentos escritos que permitan la consolidación de una fiesta que conforma la identidad de estos pueblos.

### Otras fiestas
Las fiestas patronales tienen lugar en torno al 2 de julio, normalmente en el primer fin de semana de ese mes. Orquestas y actividades diversas organizadas por el Ayuntamiento, y en los últimos años también por colectivos vecinales.
En Escalonilla, las fiestas —con gaitilla y una misa— tienen lugar el día 15 de agosto, como en miles de municipios de España.
En Cabañas las fiestas se celebran el día 24 de junio